# Шашд
Шашд (угор. Sásd) — місто в медьє Бараня в Угорщині. Місто займає площу 14,88 км², на якій проживає 3548 жителів.
| Угорщина | Це незавершена стаття з географії Угорщини. Ви можете допомогти проєкту, виправивши або дописавши її. |